# Grodzisko Owidz
Grodzisko Owidz – rekonstrukcja XI-wiecznego grodu zlokalizowana w Owidzu, w gminie Starogard Gdański. Jest to samorządowa instytucja kultury, działająca od 2012.

## Opis
Gród owidzki, zlokalizowany na wzgórzu nad Wierzycą, był jednym z silniejszych na terenach obecnego Kociewia, a jego powstanie miało związek z umacnianiem zwierzchnictwa Bolesława Chrobrego nad Pomorzem. Został prawdopodobnie zniszczony w 1090 roku na rozkaz Władysława Hermana, który unicestwił wówczas dużą część grodów pomorskich, celem uniemożliwienia buntu Pomorzan. Mimo zniszczeń funkcjonował nadal i jeszcze w XII wieku pełnił funkcje obronne, by później je utracić. W czasie potopu szwedzkiego grodzisko było wykorzystywane przez Szwedów jako obóz, stąd popularna nazwa lokalna – Szwedzka Górka. 
Oprócz funkcji militarnych gród pełnił też funkcję mieszkalną. Otoczony był wałem drewniano-ziemnym z palisadą około dwukrotnie większą niż obecna rekonstrukcja. W wale wbudowane były też wieże mające charakter obronny, m.in. zrekonstruowana wieża bramna. Domostwa miały postać chałup o konstrukcji wieńcowej krytych strzechą (obecne rekonstrukcje odpowiadają im rozmiarem) lub półziemianek. Dziesięć chałup zrekonstruowano, ale w grodzie było ich znacznie więcej. W środku osady istniał niezabudowany plac – majdan, miejsce spotkań ludności (wiece, sądy, obwieszczanie ważnych wieści). Oprócz rodziny komesa w grodzie mieszkali przedstawiciele panującej religii, wojowie, reprezentanci najważniejszych rzemiosł i znaczniejsi kupcy (stany uboższe mieszkały na podgrodziu, a do grodu chroniły się jedynie w przypadku zagrożeń – byli to rolnicy i rzemieślnicy). Oprócz domostw i wieży bramnej zrekonstruowano też stołp (wieżę ostatniej obrony), jedną z wież obserwacyjnych i zagrodę dla zwierząt.
Grodzisku towarzyszy rozbudowana infrastruktura turystyczna – restauracja, sklep z pamiątkami, plac zabaw, parkingi i przystań kajakowa na Wierzycy.
21 maja 2016 w Owidzu odbyły się pierwsze od 500 lat obchody święta Stado, zorganizowane przez Konfederację Rodzimowierczą. 24 czerwca 2017 na terenie grodziska otwarto Muzeum Mitologii Słowiańskiej.

## Galeria

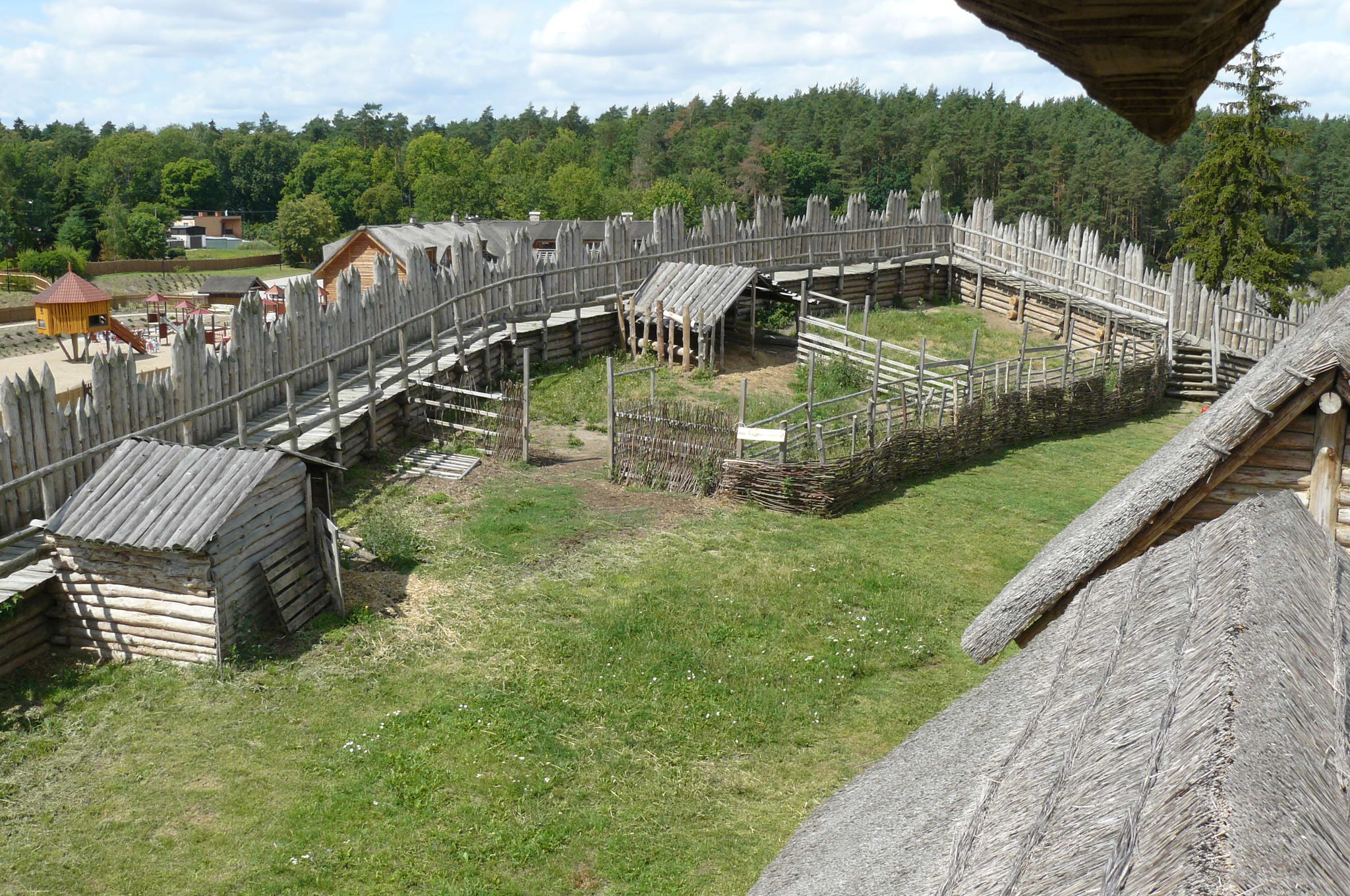
Widok z wieży
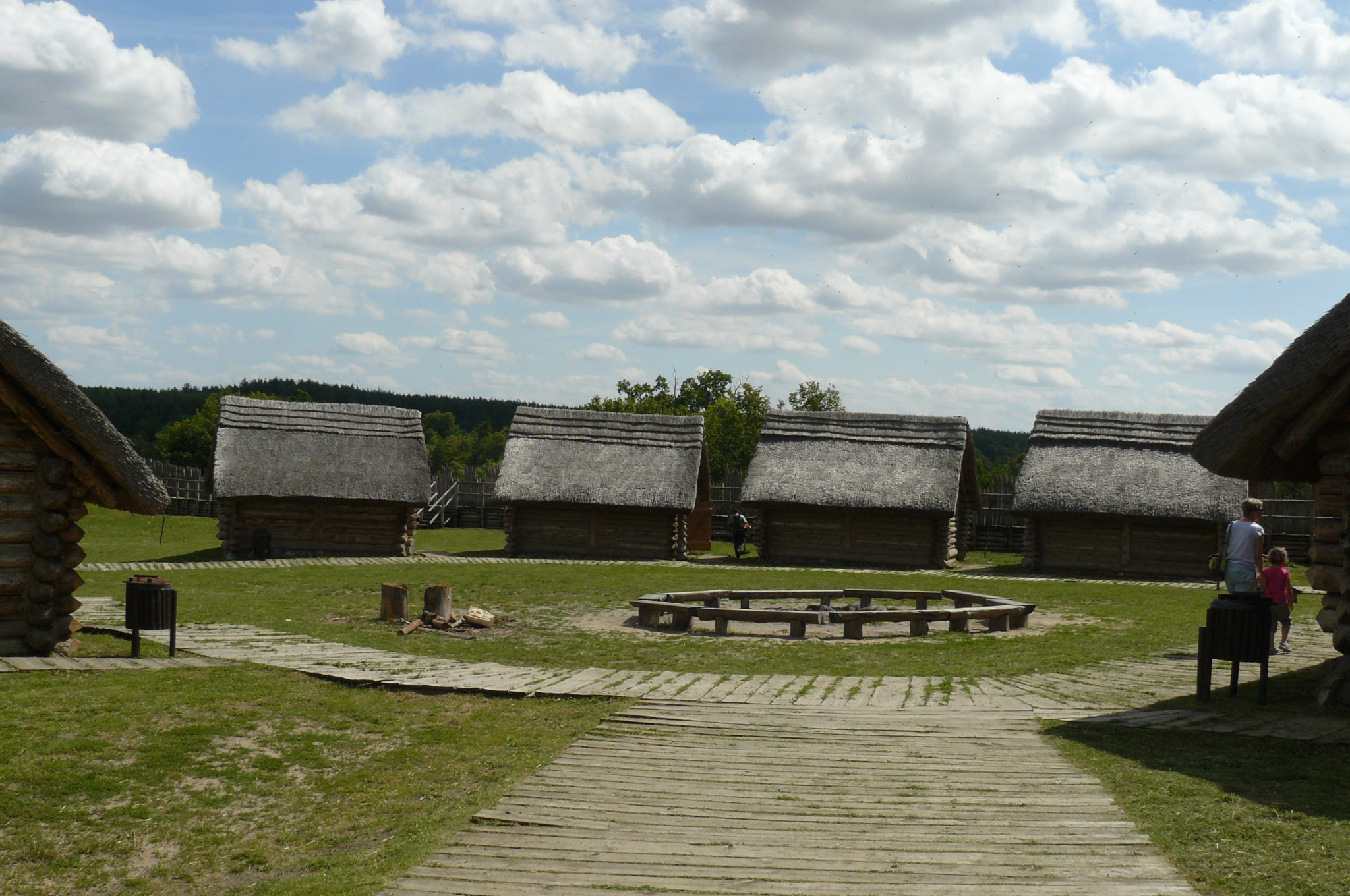
Chałupy
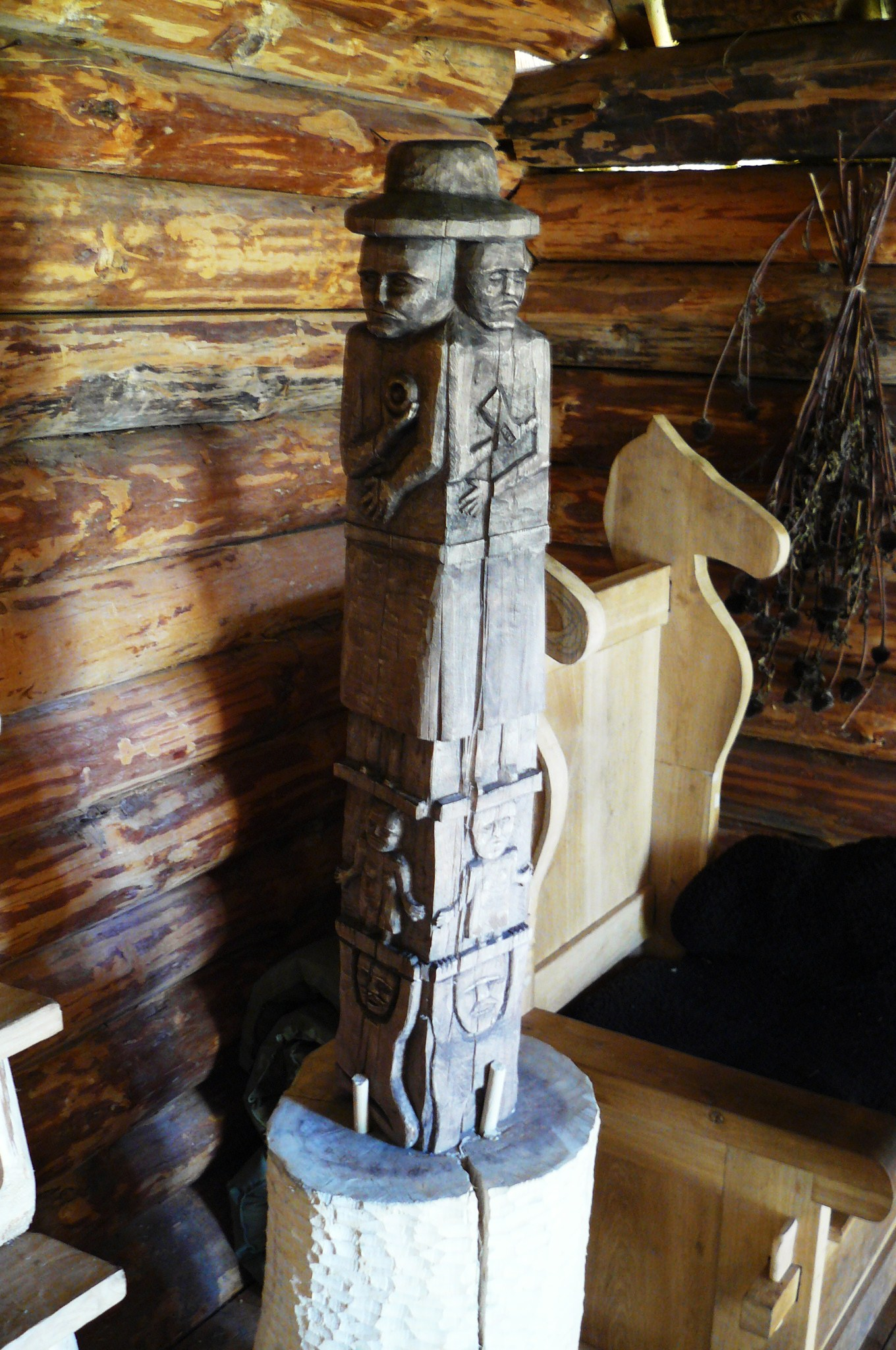
Światowid